# Japán kapitulációja

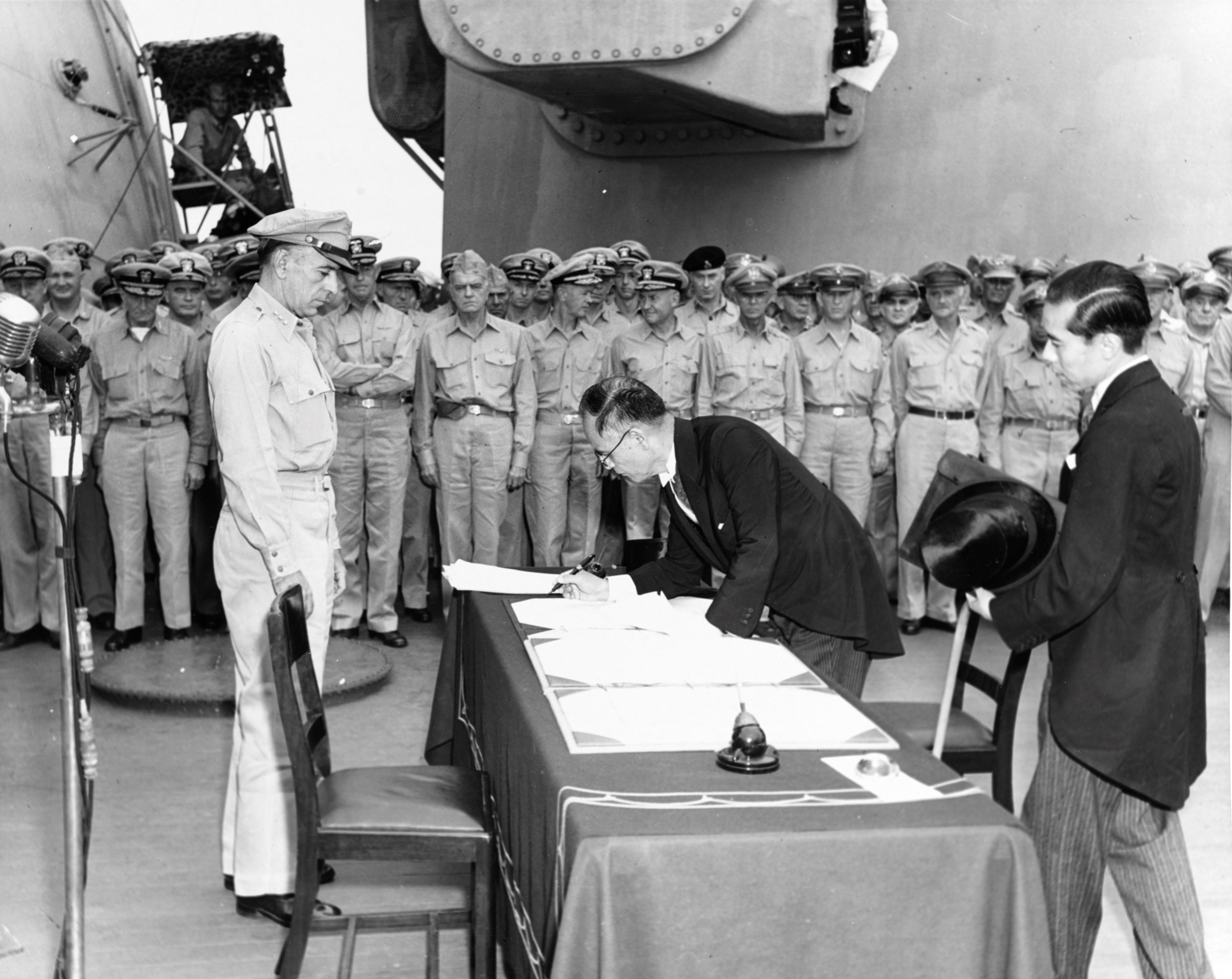
A japán külügyminiszter, Sigemicu Mamoru aláírja a japán fegyverletételi okiratot a USS Missouri fedélzetén, 1945. szeptember 2.

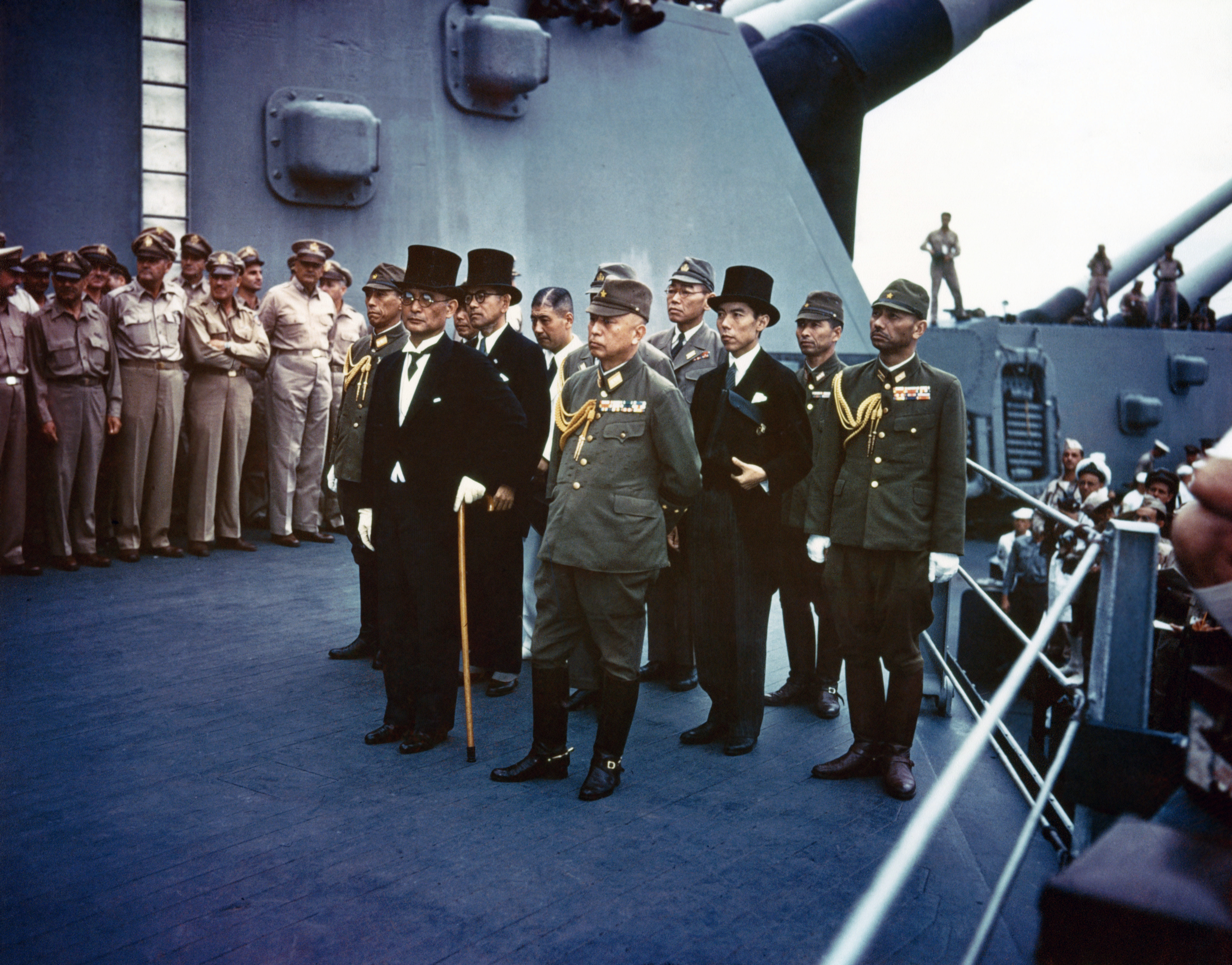
A Japán Birodalom képviselete a USS Missouri fedélzetén a fegyverletételi okirat aláírását megelőzően

A Japán Birodalom kapitulációja a második világháborút végleg lezáró egyezmény, melyet 1945. augusztus 15-én jelentettek be, hivatalosan pedig szeptember 2-án írtak alá.
1945 júliusának végére a Japán Birodalmi Haditengerészet már nem tudott jelentős hadműveleteket végrehajtani, Japán szövetségi inváziója pedig a küszöbön állt. Az Egyesült Államok a Brit Birodalommal és Kínával karöltve 1945. július 26-án a potsdami konferencián belül felszólította Japánt a feltétel nélküli megadásra. Bár a japán vezetők (a háború irányításáért felelős legfelsőbb tanács, vagy a Big Six) nyilvánosan kijelentették, hogy a végsőkig harcolni fognak, személyesen kérték a semleges Szovjetuniót, hogy közvetítsék a békét, így próbálva a legkedvezőbb feltételeket kiharcolni az országnak. Eközben a szovjetek előkészültek a japán egységek megtámadására Mandzsúriában és Koreában (beleértve Dél-Szahalint és a Kuril-szigeteket), ezzel teljesítve az Egyesült Államoknak és Egyesült Királyságnak a teheráni és jaltai konferenciákon tett titkos ígéreteiket.
1945. augusztus 6-án helyi idő szerint 8:15 órakor az Amerikai Egyesült Államok atombombát dobott a japán Hirosima városára. 16 órával később Harry S. Truman amerikai elnök újra felszólította az országot a megadásra. Augusztus 8-án, késő éjjel, a jaltai ígéretekkel összhangban, de megszegve a szovjet–japán megnemtámadási egyezményt, a Szovjetunió háborút hirdetett Japán ellen, és augusztus 9-én, nem sokkal éjfél után megszállta a Japán Birodalom bábállamát, Mandzsúriát. Az Egyesült Államok még ezen a napon ledobta a második atombombát a japán Nagaszaki városára. Ezeket az eseményeket követően Hirohito japán császár közbelépett, és utasította a háború irányításáért felelős legfelsőbb tanácsot, hogy fogadják el a potsdami nyilatkozat szövetségesek által lefektetett feltételeit, és kössenek békét. Több nappal a titkos tárgyalások és egy sikertelen államcsíny után a császár augusztus 15-én rádión bejelentette Japán megadását a szövetségeseknek.
Augusztus 28-án Japán szövetséges megszállása megtörtént. A megadási ceremóniát szeptember 2-án tartották a USS Missouri csatahajón, ahol a japán kormány tisztviselői aláírták a japán fegyverletételi okiratot, ezáltal véget vetve az ellenségeskedéseknek. A szövetséges lakosok és a hadsereg V-J Napként (Victory over Japan Day), a háború végeként ünnepelték ezt a napot, habár néhány elszigetelt japán katona egész Ázsiában és a csendes-óceáni szigeteken még hónapokig, évekig visszautasította a megadást, sőt, akadtak olyan csoportok, melyek egészen 1970-ig. Az atombombák szerepe Japán feltétel nélküli megadásában, és a két támadás szükségessége, etikája mindmáig vitatott. A hadiállapot hivatalosan 1952. április 28-án szűnt meg, amikor a San Franciscó-i szerződés hatályba lépett. További négy év telt el, amíg Japán és a Szovjetunió aláírta az 1956-os szovjet–japán közös nyilatkozatot, amely hivatalosan véget vetett a két állam közötti hadiállapotnak.

## A közelgő vereség

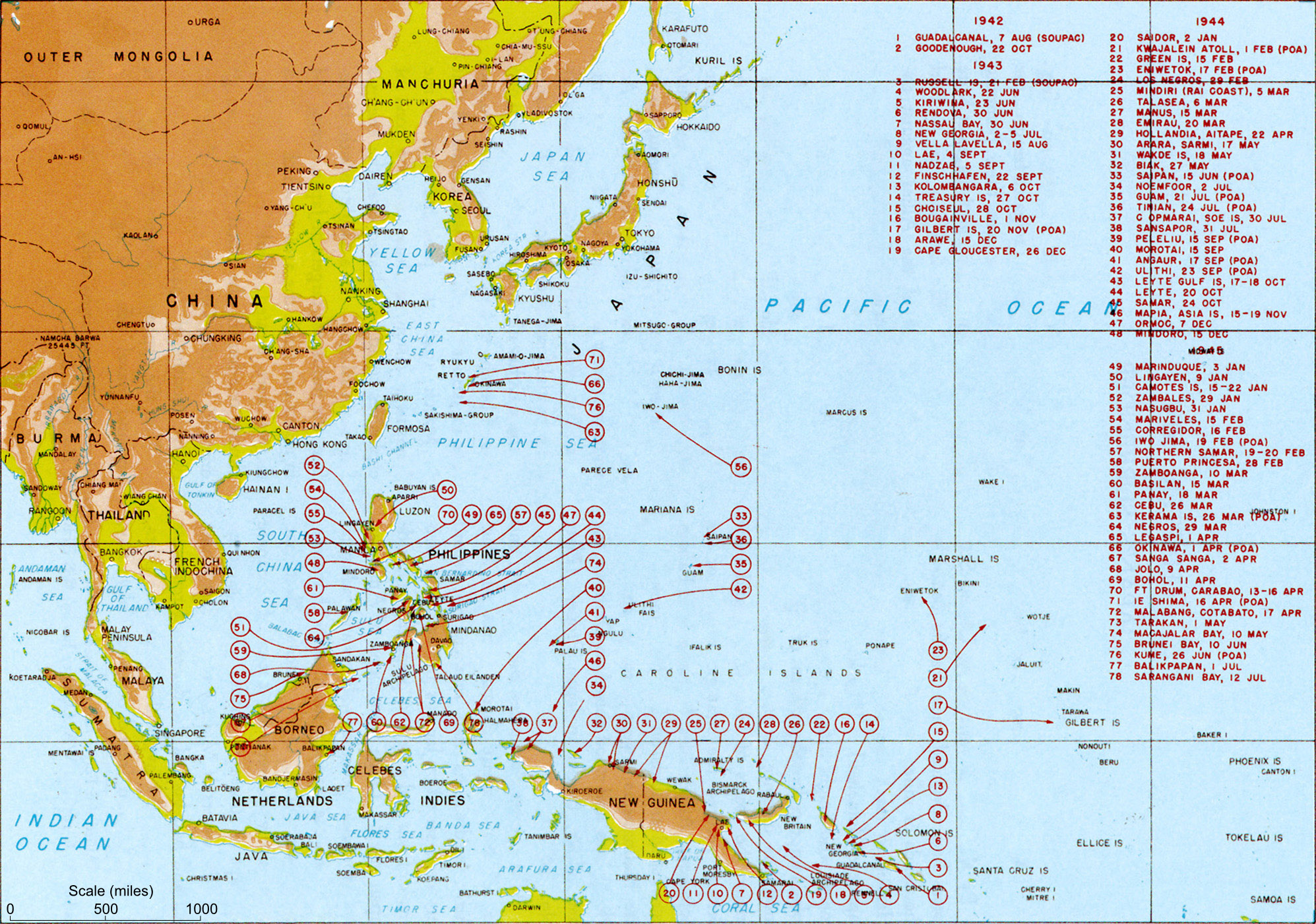
Az Egyesült-Államok partraszállásai a csendes-óceáni hadszíntéren 1942 augusztusa és 1945 augusztusa között.

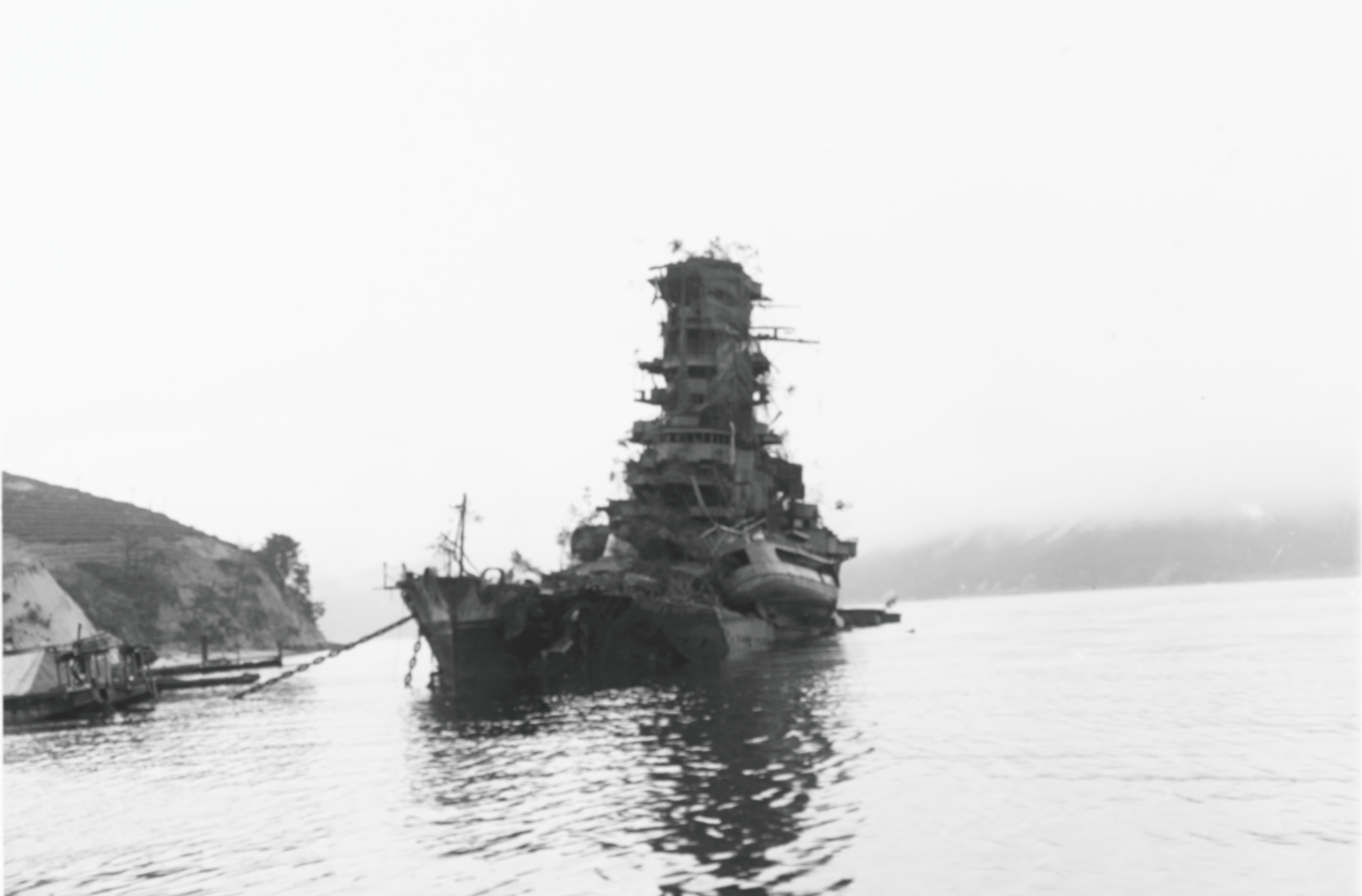
Az újraépített Haruna csatahajó kikötés közben a kurei haditengerészeti bázis július 24-i bombázása közben.

1945-re a japánok közel két éven át tartó vereségek sorozatát szenvedték el a délnyugat-csendes-óceáni hadszíntéren, a Fülöp-szigeteki (1944–1945) és Peleliui hadjáratokban. 1944 júliusában, a saipani csatát követően Tódzsó Hideki miniszterelnököt lecserélték Koiszo Kuniaki tábornokra, aki bevallotta, hogy a Fülöp-szigetek meghatározó helyszíne lesz a háborúnak. Miután a japánok itt is vereséget szenvedtek, Koiszót Szuzuki Kantaró váltotta a miniszterelnöki székben. 1945 első felében a szövetségesek elfoglalták a közeli Ivo Dzsima és Okinava szigeteit. Ez utóbbi volt a Downfall hadművelet összpontosítási körlete – Amerika inváziója a Japán-szigetek ellen. Németország eleste után a Szovjetunió, a japán Kvantung-hadsereg ellensúlyaként elkezdte átcsoportosítani a harcedzett európai erőit a Távol-Keletre, továbbá mintegy negyven hadosztályt, amely 1941 óta állomásozott ott.
A szövetséges tengeralattjáró hadműveletek és a japán partok aláaknázása nagymértékben tönkretette az ország kereskedelmi flottáját. A szegény természeti erőforrásokkal rendelkező Japán függött a nyersanyagoktól, elsősorban a Mandzsúriából, Kelet-Ázsiából és Holland Kelet-India meghódított területeiről importált kőolajtól. A flotta megsemmisítése és a japán ipar bombázása tönkretette az ország háborús gazdaságát. A szén, vas, gumi és egyéb létfontosságú készletek bányászata és előállítása pedig csak az import töredéke volt a háború előtt.
A veszteségek eredményeképp a Japán Birodalmi Haditengerészet megszűnt ütőképes haderő lenni. A kurei japán hajógyár ellen elkövetett rajtaütések sorozata után a haditengerészet gerincét 6 repülőgép-hordozó, 4 cirkáló és 1 csatahajó alkotta. Habár 19 romboló és 38 tengeralattjáró még mindig bevethető volt, használatukat korlátozta az üzemanyag hiánya.

### Védelmi előkészületek
Szembenézve a Japán-szigetek és Mandzsúria – Japán utolsó természetes erőforrás–lelőhelyének – inváziójával, a Birodalmi Főparancsnokság Folyóirata az alábbi jelentést tette közzé:
|  | „Nem tudunk tovább a háború sikerében reménykedni. Az egyetlen út Japán százmillió embere számára, ha feláldozzák életeiket, megnehezítik az ellenség dolgát, és elveszik azok harci kedvét.” |
|  | |

A szövetségesek megállításának utolsó kísérleteként a Japán Birodalmi Hadvezetés úgy döntött, minden erőt Kjúsú védelmére összpontosít, ez volt a Kecu-gó hadművelet. Ezek a tervek radikálisan eltávolodtak a Peleliunál, Ivo Dzsimánál és Okinavánál használtaktól. Ehelyett minden erő egy hídfőálláson sorakozott fel; több mint 3000 kamikaze kelt útra, hogy megtámadják a kétéltű járműveket, mielőtt a szövetségesek partra szálltak volna.
Ezen felül még 3500 kamikaze állt készenlétben 5000 darab Sinyo öngyilkos hajóval, továbbá a maradék rombolók és tengeralattjárók – „az utolsó bevethető haditengerészeti flotta”. Ha a szövetségesek átharcolják magukat mindezen, és sikeresen partra szállnak Kjúsún, csak 3000 repülőgép marad, amely meg tudja védeni a többi szigetet, ezért a csata kiemelten fontos volt a japánok számára. Ezek a tervek azonban feltételezték a szovjet semlegességet.
Naganon és Honsún barlangok sorozatát tárták fel. Az invázió ideje alatt ez volt a Macusiro Földalatti Birodalmi Főparancsnokság. Innen irányították a háborút, és ez szolgált a császár és családja menedékéül.

## A háború irányításáért felelős legfelsőbb tanács
A japán politikai döntéshozatal középpontjában a háború irányításáért felelős legfelsőbb tanács állt. A másképpen Big Six-nek nevezett tanácsot a korábbi miniszterelnök, Koiszo Kuniaki alapította 1944-ben. 6 fő alkotta: a miniszterelnök, a külügyminiszter, a hadsereg miniszter, a haditengerészet minisztere, a hadsereg vezérkari főnöke és a haditengerészet vezérkari főnöke. A Szuzuki-kormány ideje alatt, 1945 áprilisában az alábbi személyek töltötték be ezeket a tisztségeket:

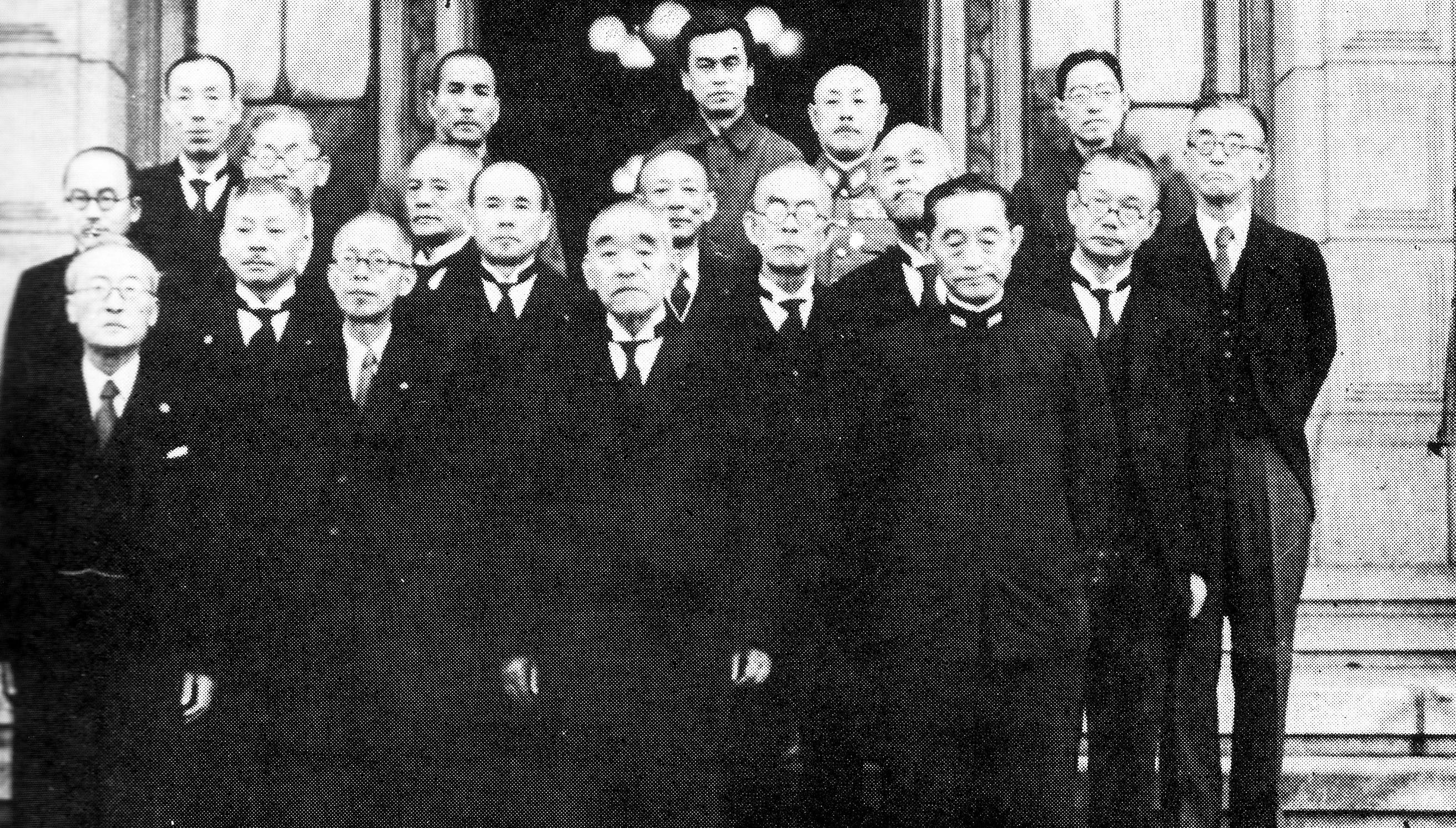
A Szuzuki-kabinet 1945 júniusában

- Miniszterelnök: Szuzuki Kantaró admirális
- Külügyminiszter: Tógó Sigenori
- Hadsereg miniszter: Anami Korecsika tábornok
- A haditengerészeti minisztere: Jonai Micumasza admirális
- A hadsereg vezérkari főnöke: Umezu Josidzsiró tábornok
- A haditengerészet vezérkari főnöke: Oikava Kosiró admirális (később Tojoda Szoemu admirális)

Ezekre a pozíciókra a császár jelölte ki a megfelelő embereket, akik egyenesen neki tartoztak felelősséggel. Mindazonáltal 1936-tól a japán hadseregnek és haditengerészetnek megvolt a joga ahhoz, hogy kinevezzen embereket ezekbe a miniszteri pozíciókba (vagy megtagadja a kinevezést). Így megakadályozhatták, hogy nemkívánatos kormányok alakuljanak ki, vagy lemondatással megszüntethették az éppen működőt.

## Japán vezetés alatt álló hadosztályok
Szuzuki militarista kabinetje javarészt folytatni szerette volna a háborút. A japánok számára elfogadhatatlan volt a megadás – az ország addig még soha nem volt sikeresen megszállva, és soha nem vesztett háborút a történelemben azelőtt. Csak Jonai Micumasza, a haditengerészet minisztere szerette volna, ha a fegyverletétel mielőbb megtörténik. Richard B. Frank történész szerint:
„Habár Szuzuki egy távoli célként valóban látta a békét, nem voltak tervei annak elérésére azonnali időtartamon belül, vagy a szövetségesek számára elfogadható feltételek mellett. A vezető államférfiak konferenciáján nem adta jelét annak, hogy támogatná a háború korai befejezését … Szuzuki választottjai a legfontosabb kabineti pozíciókra egy kivételével szintén nem voltak a béke támogatói.”
A háború után, Szuzuki és mások a kormányából, továbbá azok védelmezői azt állították, a kabinet titokban a békén dolgozott, és nyilvánosan nem tudták azt támogatni. Elmondásuk szerint, japán kifejezéssel harageit – a rejtett és láthatatlan technika művészetét – alkalmaztak. Ettől függetlenül sok történész ezt elutasítja. Robert J. C. Butow szerint:
„Kétértelműsége miatt a haragei felkelti a gyanút, hogy politikai és diplomáciai kérdések tudatos alátámasztása a »blöffölés művészetével« egy csalás, ami arra irányul, hogy mindkét befejezés esetén jól járjanak. Míg ez az ítélet nem összeegyeztethető a sokat dicsért Szuzuki admirális személyével, addig tény továbbra is fennáll, hogy attól kezdve, hogy miniszterelnök lett, addig, amíg aláírta a lemondását, senki nem lehetett biztos abban, hogy mit tett, vagy mondott volna azután.”
A japán vezetők mindig lehetségesnek tartották a tárgyalásokat. A háború előtti tervük a gyors terjeszkedés volt, ezután egy végső konfliktus az Egyesült-Államokkal, végül megegyezés azokról a meghódított területekről, amiket megtarthatnak. 1945-ig a japán vezetők egyetértettek abban, hogy a háború rosszul haladt, de nem tudtak megegyezni a tárgyalások legjobb módjában. Két tábor volt: Az egyik, az úgynevezett béketábor diplomatikus kezdeményezést várt, hogy meggyőzzék Joszif Sztálint a Szovjetunió vezetőjét, hogy közvetítse a békét a szövetségesek és Japán között; a másik pedig a radikálisok, akik abban bíztak, hogy ha megvívnak egy végső ütközetet, amivel nagy károkat okoznak a szövetségeseknek, azok hajlandóak lesznek felajánlani enyhébb feltételeket. Mindkét megközelítés alapja a negyven évvel ezelőtti orosz–japán háború tapasztalatai voltak, amely költséges, de nagymértékben határozatlan ütközetekből állt, majd ezt követően a döntő csuzimai csatából.

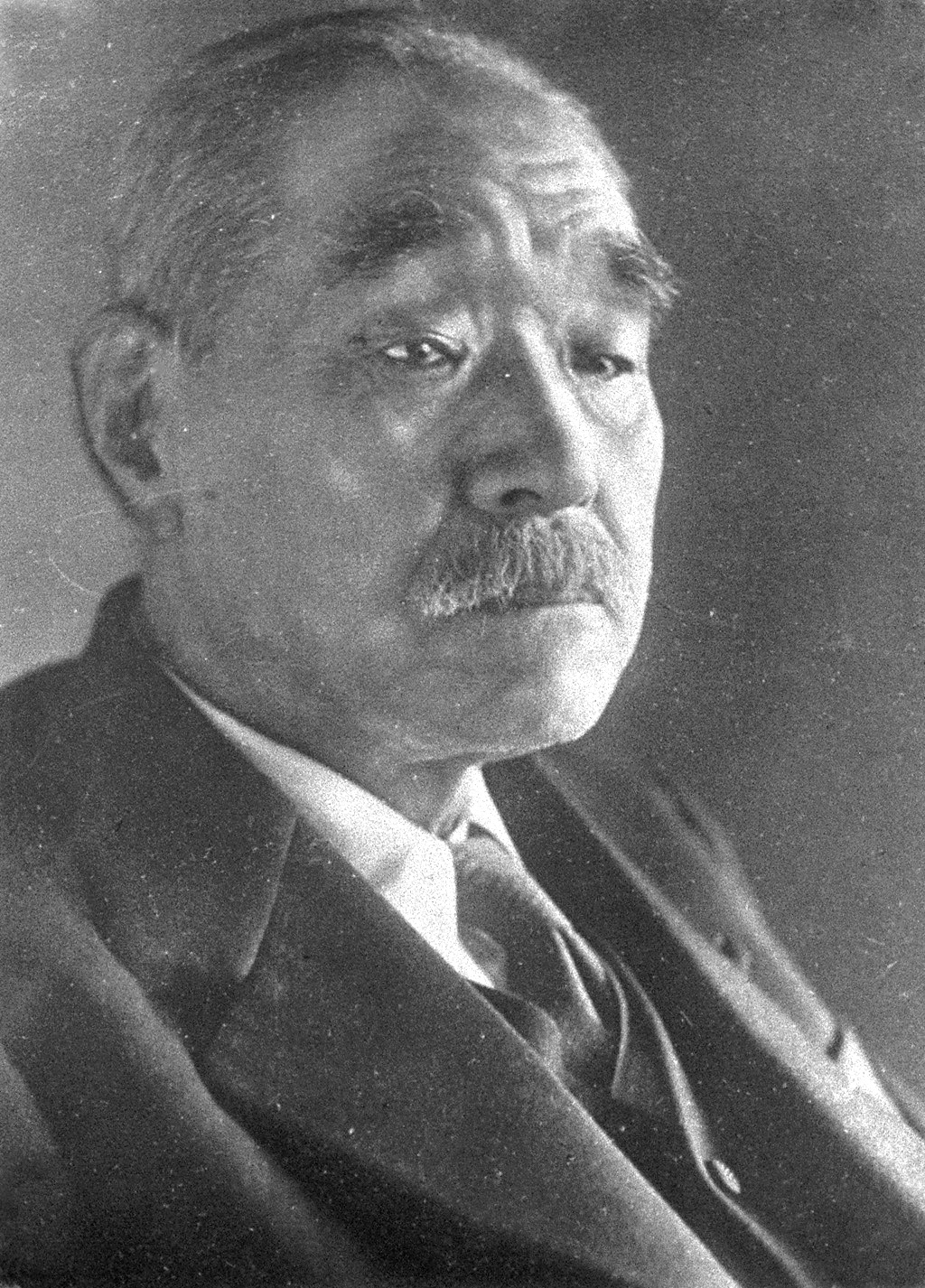
Miniszterelnökként Szuzuki Kantaró volt a japán kormány feje a háború utolsó hónapjaiban

1945 februárjában Konoe Fumimaro herceg egy jelentést juttatott Hirohito császárhoz, amelyben elemezte a helyzetet, és megállapította, hogy a háború folytatása esetén a császári családra nagyobb veszélyt jelent egy belső forradalom, mint a vereség. Fudzsita Hiszanori főkamarás naplójában azt írta, a császár azt válaszolta, korai még a béke, „hacsak nem érünk el még egy katonai győzelmet”. Szintén februárban japán szerződéses részlege írt a szövetségesek Japánnal kapcsolatos politikájáról az alábbiakkal kapcsolatban: „feltétel nélküli megadás, megszállás, leszerelés, a militarizmus megszüntetése, demokratikus reformok, a háborús bűnösök megbüntetése és a császár pozíciója”. A szövetségesek által kiszabott leszerelés, a háborús bűnösök megbüntetése, de elsősorban a megszállás és a császár eltávolítása elfogadhatatlanok voltak a japán vezetés számára.
Április 5-én a Szovjetunió kijelentette, hogy nem szeretné megújítani az ötéves szovjet–japán semlegességi paktumot (amelyet 1941-ben írtak alá a halhin-goli csata után). A japánok számára ismeretlen volt, hogy a teheráni konferencián, 1943 november-decemberében megegyeztek arról, hogy a Szovjetunió háborúba léphet Japán ellen, miután a Náci Németországot legyőzte. 1945 februárjában, a jaltai konferencián az Egyesült Államok lényeges engedményeket adott a Szovjetuniónak, hogy betartsák a Japán ellen tett kijelentéseiket, és 3 hónappal Németország megadása után hadba lépjenek. Habár az ötéves semlegességi paktum még nem járt le 1946. április 5-ig, az annak meg nem újítására tett szovjet kijelentés komoly aggodalmakat váltott ki a japánokból, mivel az erőket délen halmozták fel, hogy elhárítsák az elkerülhetetlen amerikai támadást, így kiszolgáltatták az északi szigeteket egy szovjet inváziónak. Az orosz külügyminiszter, Vjacseszlav Molotov Moszkvában, míg Jakov Malik szovjet nagykövet Tokióban próbálta győzködni a japánokat arról, hogy „a paktum érvényességének határideje még nem ért véget”.

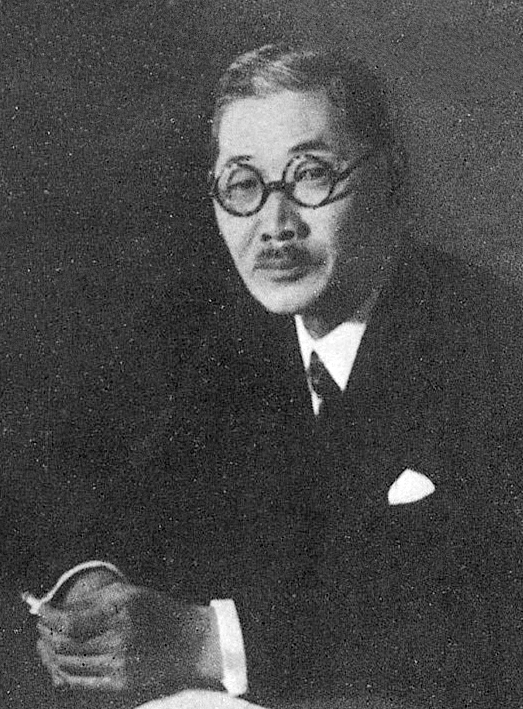
Tógó Sigenori külügyminiszter

Egy sor magas szintű találkozó után májusban a Big Six először vitatta meg komolyan a háború végét, de egyikük sem vetett fel olyan feltételt, ami a szövetségesek számára elfogadható lett volna. Mivel bárki, aki nyíltan támogatta a japán megadást, ki volt téve a fanatikus katonai tisztek orgyilkosságainak, ezért a találkozókon a Big Six-en kívül csak a császárnak és a lord-pecsétőrnek volt joga részt venni. Ezeken az összejöveteleken, a moszkvai japán nagykövet, Szató Naotake küldeményei ellenére, csak Tógó külügyminiszter ismerte fel, hogy Roosevelt és Churchill valószínűleg már engedményeket tett Sztálinnak, hogy háborúba vezesse a szovjeteket a japánok ellen. A találkozók eredményeként Tógó engedélyt kapott, hogy közeledjen a szovjetek felé és megpróbálja fenntartani a semlegességet, vagy hogy (nagyon kis valószínűséggel) létrehozzon egy szövetséget.
Ahogy az új kormányok szokásuk szerint kijelentik céljaikat, úgy a májusi találkozókat követően a szárazföldi csapatok vezérkara is kiadott egy dokumentumot „Az alapvető politika, amit ezután követni kell a háborús magatartásban” címmel, amely kijelentette, hogy a japán emberek inkább kihalásig fognak harcolni, mintsem megadják magukat. Ezt a politikát a Big Six június 6-án fogadta el. (Tógó ellenezte, míg a többi öt támogatta.) Szuzuki az általa benyújtott dokumentumokban azt javasolta, hogy a szovjet diplomáciai eljárásban Japán a következő megközelítést alkalmazza:
„Tisztán Oroszország tudtára kell adni, hogy Németország feletti győzelmét Japánnak köszönheti, mivel semlegesek maradtunk. Éppen ezért a szovjetek érdeke az legyen, hogy segítsen Japánnak megtartania nemzetközi pozícióját, mivel a jövőben az Egyesült Államok ellenségei lesznek.”
Június 9-én, a császár bizalmasa, Kido Kóicsi megírta a „Terv a válsághelyzet kezelésére” című munkáját, melyben figyelmeztetett, hogy az év végére Japán nem fogja tudni finanszírozni a háborút, és a kormány képtelen lesz megakadályozni a civil zavargásokat. „… Nem lehetünk biztosak abban, hogy nem fogunk osztozni Németország sorsában, és hogy olyan kedvezőtlen körülmények alakulnak ki, hogy nem fogjuk elérni a birodalmi háztartás megőrzésének legfőbb célját, és megőrizni a nemzeti politikát.” Kido javasolta, hogy a császár cselekedjen, ajánlja fel a háború végét „igen nagylelkű feltételekkel.” Továbbá javasolta, hogy Japán vegye le a kezét a volt európai gyarmatokról, és biztosítsa azok függetlenségét, nehogy szövetséges fennhatóság alá kerüljenek; továbbá hogy az ország egy időre „elégedjen meg alacsony védelemmel”. A főbizalmas azonban nem vette figyelembe Japán megszállásának tényét, a háborús bűnösök üldözését, vagy a kormányzati rendszer gyökeres átalakítását. A császár felhatalmazásával Kido közelebb jutott a Big Six számos tagjához. Tógóban támogatta elképzeléseit, Szuzuki és Jonai Micumasa admirális, a haditengerészet minisztere szkeptikusan álltak hozzá, de nem utasították el; mindenki kíváncsi volt, mit gondol a másik. Anami Korecsika admirális, a hadsereg minisztere ragaszkodott ahhoz, hogy a diplomáciával várni kell, „míg az Egyesült Államok súlyos veszteségeket szenved” a Kecugó-hadműveletben.
Júniusban Hirohito császár elvesztette bizalmát a katonai sikerek elérésének lehetőségében. Az okinavai csatát elvesztették, az uralkodó pedig felismerte a hadsereg és a haditengerészet gyengeségeit. Higasikuni herceg szerint a hadművelet „nemcsak a tengerpart védelme volt; a döntő ütközetben részt vevő hadosztályok nem rendelkeztek elegendő számú fegyverrel.” A császár szerint:
„Azt mondták nekem, hogy az ellenség által ledobott bombadarabokból csináltak maguknak ásót. Ez megerősítette a véleményem, miszerint már nem tudjuk folytatni a háborút.”
Június 22-én a császár beidézte a Big Six-et egy találkozóra. Szokatlanul ő kezdte a beszédet: „Kívánom, hogy a háború befejezésére irányuló terveinket ne akadályozza az aktuális politika. Gyorsan tanulmányozni kell azokat, és azt, hogy hogyan lehetne végrehajtani őket.”
Abban már megegyeztek, hogy a szovjeteket kérik fel közvetítőnek. A többi semleges állam, mint például Svájc, Svédország és Vatikán is hajlandóak lettek volna békét csinálni, viszont ők túl kis országok voltak, nem tudtak volna többet tenni, mint ismertetni a feltételeket, és Japán beleegyezését vagy elutasítását. A japánok azt remélték, meg tudják győzni a Szovjetuniót, hogy vállalja az ügynök szerepét a Japán és az Egyesült Államok, továbbá Nagy Britannia közötti tárgyalásokban.

## Kísérletek a Szovjetunióval történő tárgyalásokra
Június 30-án Tógó kérte Szató Naotake moszkvai japán nagykövetet, hogy próbálja meg létrehozni „a barátság hosszan tartó, szilárd kapcsolatát”. Megvitatták Mandzsúria helyzetét és „minden ügyet, amit az oroszok felhozhatnak”. A szovjetek, a szövetségeseknek tett ígéreteik tudatában késleltető tárgyalásokba bocsátkoztak, anélkül, hogy bármit is megígértek volna. Szató végül július 11-én találkozott a szovjet külügyminiszterrel, Vjacseszlav Molotovval, eredmény nélkül. Július 12-én Tógó utasította Szatót, hogy mondja meg a szovjeteknek:
„Tudatában annak a ténynek, hogy a jelenlegi helyzet mindennap nagyobb gonoszt és áldozatot hoz a hadban álló hatalmak népére, Őfelsége a császárnak szívének vágya, hogy a háború minél hamarabb véget érjen. Amíg azonban Anglia és az Egyesült Államok ragaszkodik a feltétel nélküli megadáshoz, a Japán Birodalomnak nincs más választása, mint minden erejével harcolni a haza becsületéért és fennmaradásáért.”
A Császár azt javasolta, küldjék különmegbízottként Konoe Fumimaro herceget, habár már nem volt lehetősége elérni Moszkvát a Potsdami konferencia előtt.
Szató azt mondta Tógónak, hogy a feltétel nélküli megadásnál Japán aligha számíthat jobbra. Ráadásul Molotov javaslataival kapcsolatban Szató felhívta Tógó figyelmét, hogy az üzenetek „nem világosítottak fel kellőképpen a kormány és a hadsereg nézeteiről.” Megkérdőjelezte, hogy Tógó kezdeményezéseit valóban támogatta-e a japán hatalmi struktúra.
Július 17-én Tógó válaszában leírta, hogy habár a kormány nem hisz abban, hogy a japán háborús erők képesek tekintélyes csapásokat mérni az ellenségre, mégsem érezhetnek teljes lelki békét. Elmondta továbbá, hogy nem keresik az oroszok közvetítését olyan ügyekkel, mint a feltétel nélküli megadás.
Válaszában Szató tisztázta, szerinte magától értetődő, hogy amikor a feltétel nélküli megadásról beszélt, a császár sérthetetlenségét szem előtt tartva tette azt.
Július 21-én a kabinet nevében Tógó megismételte:
„A feltétel nélküli megadást semmilyen körülmények között nem fogadhatjuk el. Annak érdekében, hogy elkerüljük az ilyen tényállásokat, Oroszországon keresztül keressük a békét.” Külügyi és belügyi megfontolásokból azonban nem nyilatkozott bővebben a döntésekről.
Eközben az amerikai kriptográfusok feltörték Japán legtöbb kódját, beleértve a Lila kódot is, amelyet a Japán Külügyminisztérium a magas fokú diplomáciai levelezésekhez használt. Ennek eredményeképp a Tokió és japán nagykövetségei között zajló beszélgetésekről a szövetségi döntéshozók közel azonos időben értesültek, mint a címzettek.

### Szovjet szándékok
A Távol-Keletet illető szovjet döntésekben elsősorban a biztonsági kérdések domináltak. Ezek közül a Csendes-óceánhoz történő korlátlan hozzáférés volt a fő cél. A szovjet partvonal egész évben jégmentes részei – különösen Vlagyivosztok – könnyedén blokád alá vonható volt mind légi, mind vízi úton a Szahalin és a Kuril-szigetek felől. Ezeknek a területeknek a megszerzése, ezáltal a La Pérouse-szoroshoz való hozzáférés volt az elsődleges céljuk. Másodlagos célok voltak a Kínai keleti vasútvonal, a dél-mandzsúriai vasútvonal, Talien és Port Arthur elfoglalása.
E célból Sztálin és Molotov tárgyalásokra szólította fel a Japánokat, hamis reményekbe kergetve őket a szovjet-közvetítésű béke gondolatával. Ugyanakkor az Egyesült Államokkal és Nagy Britanniával folytatott beszélgetésekben a szovjetek ragaszkodtak a kairói nyilatkozatban foglaltakhoz, melyet a jaltai konferencia is megerősített, miszerint a szövetségesek nem fogadhatnak el egymástól eltérő, vagy feltételekhez kötött békekötést Japánnal. A háború meghosszabbítása érdekében a szovjetek minden olyan kísérletet elleneztek, amely az aláírt nyilatkozatokat esetleg megsértené. Ezek a politikai húzások időt adtak a szovjeteknek arra, hogy átcsoportosítsák egységeiket a nyugati frontról keletre, és elfoglalják Mandzsúriát, Belső-Mongóliát, Koreát, a Dél-Szahalin szigeteket, a Kuril-szigeteket és esetleg Hokkaidót (Rumoi városon keresztül).

## Manhattan terv
1939-ben Albert Einstein és a magyar Szilárd Leó levélben figyelmeztette Franklin D. Roosevelt elnököt, miszerint a németek nagy valószínűséggel kutatásokat folytatnak egy nukleáris fegyver kifejlesztésére, és szükségszerű, hogy az Egyesült Államok is támogasson hasonló célú kezdeményezéseket. Ennek eredményeképp Leslie R. Groves, Jr. Dandártábornok vezetésével megszületett egy titkos projekt, amely a Manhattan terv nevet viselte. Az első bombát a Trinity nukleáris teszt keretein belül tesztelték 1945. július 16-án.
Ahogy a kutatások a végéhez közeledtek, az amerikai döntéshozók fontolgatni kezdték a bomba bevetésének lehetőségeit. Létrejött egy bizottság, amely 1945 áprilisában és májusában találkozott, hogy kijelölje a lehetséges célpontokat. Az egyik figyelembe vett szempont az volt, hogy az érintett városok még nem lehettek bombázva hagyományos módon. Így szerették volna pontosan megállapítani az atombomba által végzett pusztítás mértékét. A bizottság listája 18 japán várost tartalmazott, melynek tetején ott állt Kiotó, Hirosima, Jokohama, Kokura és Niigata. Kiotót végül eltávolították a listáról, Henry L. Stimson háborús titkár kérésére, aki annak idején a városban járt nászúton, és ismerte annak kulturális és történelmi jelentőségét.
Habár Henry A. Wallace alelnök a kezdetektől részt vett a Manhattan tervben, felettese, Harry S. Truman nem volt tájékoztatva a kutatásokról egészen 1945. április 23-ig, 11 nappal azután, hogy április 12-én, Roosevelt halála után elnök lett. Május 2-án Truman jóváhagyta az Ideiglenes Bizottság felállítását, melynek feladata az atombombával kapcsolatos tanácsadás volt. A bizottságnak tagja volt Stimson, James F. Byrnes, George L. Harrison, Vannevar Bush, James Bryant Conant, Karl Taylor Compton, William L. Clayton és Ralph Austin Bard. A tanácsadó tudósok pedig Robert Oppenheimer, Enrico Fermi, Ernest Lawrence és Arthur Compton voltak. Egy június 1-i jelentésben a bizottság úgy határozott, a bombát minél hamarabb be kell vetni a háború mielőbbi befejezése érdekében, mindenféle előzetes figyelmeztetés nélkül.
A bizottság jogkörei közé azonban nem tartozott a bomba használata. A Manhattan tervben részt vevő tudósok a Franck jelentésben fejezték ki ellenzésüket a projekttel kapcsolatban, emiatt a bizottság újra átvizsgálta a fegyver felhasználását. Június 21-i találkozójuk során azonban megerősítették, hogy nincs más lehetőség.

## Potsdami események
A fő szövetséges erők találkozójára a Potsdami konferencián került sor 1945. július 16. és augusztus 2. között. A résztvevő országok a Szovjetunió, az Egyesült Királyság és az Egyesült Államok voltak, mely országokat rendre Sztálin, Winston Churchill (később Clement Attlee) és Truman képviselte.

### Tárgyalások
Habár a Potsdami konferencia elsősorban az európai ügyekkel foglalkozott, a japán elleni háború is részletesen megbeszélésre került. Truman még a konferencia elején megosztotta a sikeres Trinity teszttel kapcsolatos tapasztalatait, és részletesebb információkat közölt a brit delegációval. A sikerek arra késztették az amerikai küldöttséget, hogy értékeljék át a szovjetek részvételének szükségességét, amelyért az amerikaiak lobbiztak a teheráni és jaltai konferenciákon. Az Egyesült Államok elsődleges prioritásai között szerepelt a háború mihamarabbi lezárása, és az amerikai veszteségek csökkentése. A szovjeteknek szintén hasonló céljaik voltak, viszont annak a lehetőségével, hogy elfoglalhassák mindazon területeket, amelyekre a teheráni és jaltai konferenciákon ígéreteket kaptak, továbbá, hogy Németországhoz hasonlóan Japánt is feloszthassák.
Sztálinnal történő megbeszélései során Truman elhatározta, hogy utalásokat tesz egy erős új fegyver létezéséről, anélkül, hogy belemenne a részletekbe. Ettől függetlenül a többi szövetséges tudatában volt annak, hogy a szovjet titkosszolgálat már a Manhattan terv legelején tudott annak működéséről és céljairól, tehát Sztálin értesült az atombomba létezéséről, mégsem volt lenyűgözve annak lehetőségeitől.

## Fordítás
Ez a szócikk részben vagy egészben  a   Surrender of Japan című angol Wikipédia-szócikk ezen változatának fordításán alapul.  Az eredeti cikk szerkesztőit annak laptörténete sorolja fel. Ez a jelzés csupán a megfogalmazás eredetét és a szerzői jogokat jelzi, nem szolgál a cikkben szereplő információk forrásmegjelöléseként.